# Кістяківський Ігор Олександрович
І́гор Олекса́ндрович Кістякі́вський (4 (16) січня 1876 , Київ  — 1940 , Париж ) — український державний діяч, міністр внутрішніх справ Гетьманського уряду України.

## Життєпис
Народився 4 (16) січня 1876 року в Києві у родині українського вченого, юриста, громадського діяча, професора Київського університету Олександра Федоровича Кістяківського. Закінчив юридичний факультет Київського університету Святого Володимира (1897). В юнацькі і студентські роки часто зустрічався з Володимиром Антоновичем, Павлом Житецьким, П. Науменком, спілкування з якими сприяло формуванню національного світогляду.
Декілька років навчався в університетах Німеччини. Після повернення додому обраний доцентом Київського університету св. Володимира. З 1903 жив у Москві, де займався адвокатською практикою і викладав в університеті. Разом з В. Вернадським та ін. науковцями залишив викладацьку роботу в університеті на знак протесту проти реакційної політики міністра освіти Л. Кассо.
В 1910-17 викладав у Московському комерційному інституті. У лютому 1911 разом із В. Вернадським та іншими науковцями залишив викладацьку роботу в Московському університеті на знак протесту проти порушення університетської автономії.
Співпрацював з діячами українського національного руху, матеріально підтримував видання часопису «Украинская Жизнь».
У травні 1918 призначений державним секретарем Української Держави. 5 липня 1918 наказом Гетьмана П.Скоропадського в.о. державного секретаря І.Кістяківського призначено міністром внутрішніх справ. В липні-листопаді 1918 — міністр внутрішніх справ у кабінетах Ф. Лизогуба і С. Гербеля. Належав в уряді до групи міністрів (В. Любинський, Д. Дорошенко, Б. Бутенко, О. Рогоза), які відстоювали незалежницький курс та виступали проти укладення федеративного договору з Росією.
З 1919 жив у Стамбулі, пізніше — у Парижі. Співпрацював з російськими еміграційними колами. Автор праць: «Боргова відповідальність наслідника в римському праві» (1900), «Поняття про суб'єкт права» (1903) та ін.

## Родина
Брати:
- Кістяковський Богдан Олександрович
- Кістяковський Володимир Олександрович